# Chiloglanis kalambo
Chiloglanis kalambo är en fiskart som beskrevs av Seegers, 1996. Chiloglanis kalambo ingår i släktet Chiloglanis och familjen Mochokidae. IUCN kategoriserar arten globalt som sårbar. Inga underarter finns listade i Catalogue of Life.